# Vern Taylor
Pour les articles homonymes, voir Taylor.
Vern Taylor est un patineur artistique canadien, double vice-champion du Canada en 1978 et 1979.

## Biographie

### Carrière sportive
Vern Taylor est double vice-champion du Canada en 1978 et 1979, derrière Brian Pockar.
Il représente son pays à deux mondiaux (1978 à Ottawa et 1979 à Vienne). C'est lors des mondiaux de 1978 qu'il réalise le premier triple axel homologué en compétition.
Il arrête les compétitions sportives après les mondiaux de 1979.

### Reconversion
Vern Taylor est devenu entraîneur de patinage artistique après sa carrière sportive.

## Palmarès
| Compétitions principales | 1977    | 1978    | 1979    |  |  |  |  |  |  |  |  |  |  |  |
| Jeux olympiques d'hiver  |         |         |         |  |  |  |  |  |  |  |  |  |  |  |
| Championnats du monde    |         | 12e     | 15e     |  |  |  |  |  |  |  |  |  |  |  |
| Championnats du Canada   | 3e      | 2e      | 2e      |  |  |  |  |  |  |  |  |  |  |  |
|                          |         |         |         |  |  |  |  |  |  |  |  |  |  |  |
| Autre Compétition        | 1976/77 | 1977/78 | 1978/79 |  |  |  |  |  |  |  |  |  |  |  |
| Skate Canada             | 8e      | 8e      | 4e      |  |  |  |  |  |  |  |  |  |  |  |
|                          |         |         |         |  |  |  |  |  |  |  |  |  |  |  |